# Prunus microcarpa
Espèce
Classification phylogénétique
Prunus microcarpa est une espèce de plantes à fleurs de la famille des Rosaceae. C'est un arbuste que l'on le trouve en Asie à l'état sauvage. Il apprécie la rocaille.